# Ordinul Crucii Roșii austro-ungare
Ordinul Crucii Roșii sau „Decorația de onoare pentru serviciile aduse Crucii Roșii” (în germană Ehrenzeichen für Verdienste um das Rote Kreuz) este o decorație austro-ungară, apoi austriacă, creată în anul 1914 cu scopul de a recompensa pe cei care au lucrat ca voluntari pentru Crucea Roșie, atât în timp de pace cât și în război.

## Istoric
„Ordinul Crucii Roșii” („Decorația de onoare pentru serviciile aduse Crucii Roșii”) a fost înființată în 17 august 1914 de împăratul Franz Joseph al Austriei, cu ocazia împlinirii a 50 de ani de la instituirea Convenției de la Geneva. În acest fel se intenționa să se onoreze persoanele care au avut merite deosebite în domeniul serviciului voluntar al Crucii Roșii în timp de pace sau în război. Ordinul a fost apoi sub înaltul patronaj al arhiducelui Franz Salvator.
Această decorație a fost acordată din 1914 până în 1919 de către Austro-Ungaria, apoi, din 1922 până în 1938, de către Prima Republică Austriacă.
Actuala decorație austriacă pentru serviciile aduse Crucii Roșii, creată în 1954, folosește încă numele celei vechi.

## Descriere
Aspectul decorației a fost inspirat de Crucea Mariană a Ordinului Teutonic: o cruce latină cu capete extinse. Ornamentul central este o cruce de argint emailat roșu, pe fond alb, înconjurat de un inel roșu emailat cu inscripția „PATRIAE AC HUMANITATI” (Patrie și Umanitate). Pe reversul decorației sunt inscripționați anii „1864” și „1914”, unul deasupra celuilalt. Steaua de Merit sau Crucea Mare are mănunchiuri de raze argintii între brațele crucii.
Medaliile sunt ovale, din argint sau din bronz, în funcție de clasă. Aversul lor reprezintă doi îngeri care plutesc printre nori, privindu-se unul pe celălalt și susținând o stemă albă emailată centrată cu o cruce roșie emailată. Deasupra stemei este o stea cu cinci colțuri care emite raze de lumină, iar sub îngeri inscripția pe trei rânduri „PATRIAE AC HUMANITATI”. Reversul medaliilor este gravat cu datele „1864” și „1914”.
Ordinele și medaliile pentru merite de război (servicii militare) au avut în plus un ornament special, suplimentar, de război („Kriegsdekoration”), costând dintr-o coroană densă, emailată, verde de dafin (stânga) și frunze de stejar (dreapta).
Panglica este albă, cu două dungi laterale roșii înguste.
Steaua de Merit și Insigna ofițerului erau purtate pe partea stângă a pieptului. Insigna de onoare clasa I era purtată pe o cravată la gât. Celelalte clase și medalii erau și ele purtate pe partea stângă a pieptului.

## Grade
În timpul monarhiei austro-ungare și a primei Republici Austriece, au existat patru clase ale ordinului și două ale medaliei:
- Steaua de Merit („Verdienststern”)
- Insigna de onoare clasa I („Ehrenzeihen I. Klasse”)
- Insigna de onoare a ofițerului („Offiziersehrenzeichen”)
- Insigna de onoare de clasa a II-a („Ehrenzeihen II. Klasse”)
- Medalia de argint de onoare („Silberne Ehrenmedaille”)
- Medalia de bronz de onoare („Bronz Ehrenmedaille”)

## Galerie de imagini

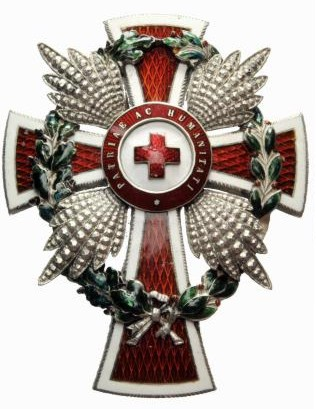
Steaua de Merit cu „decorația de război”
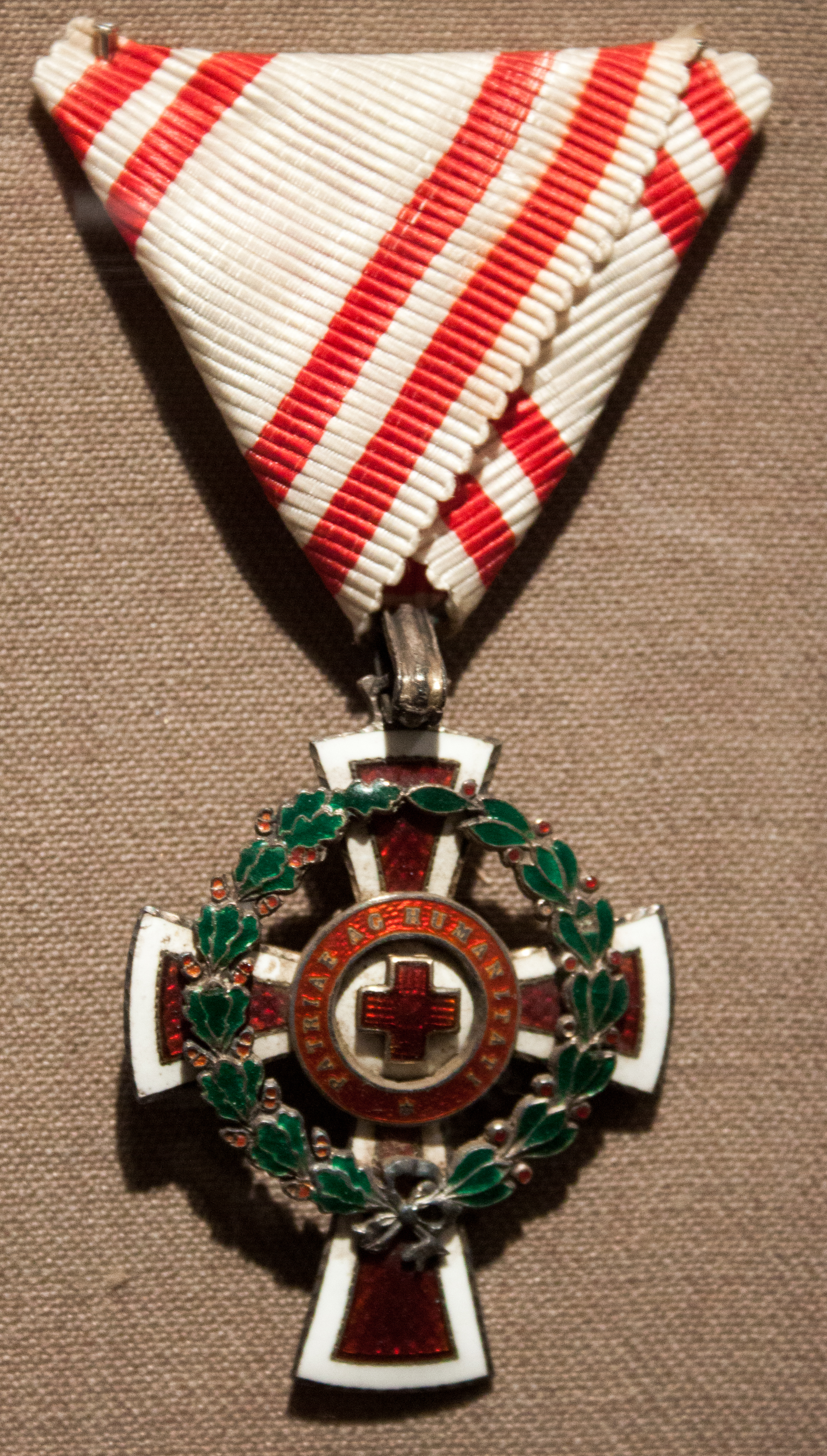
Insigna de onoare de clasa a II-a
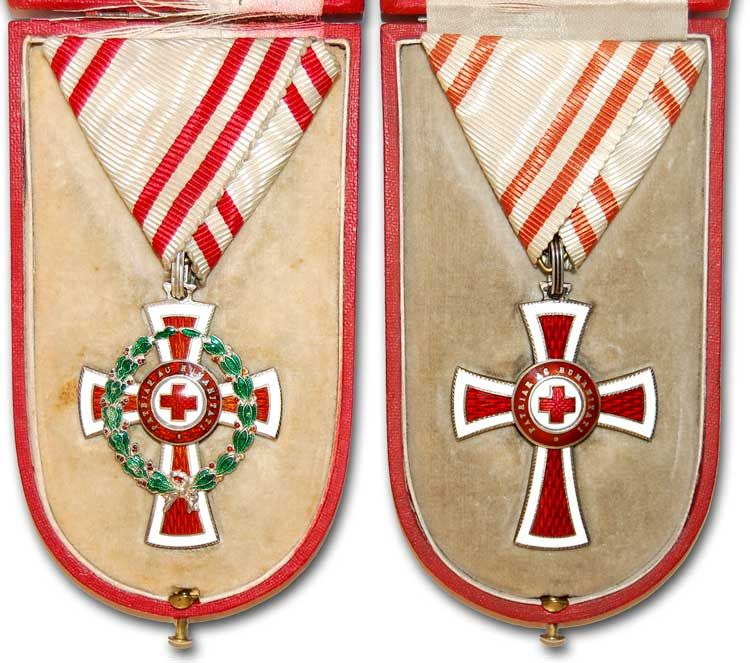
Insigna de onoare clasa a II-a, cu și fără „decorația de război”
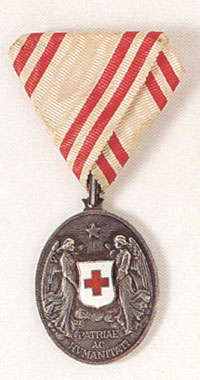
Medalia de argint de onoare
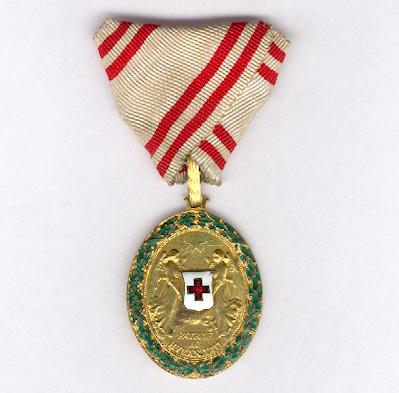
Medalia de bronz de onoare cu „decorația de război”
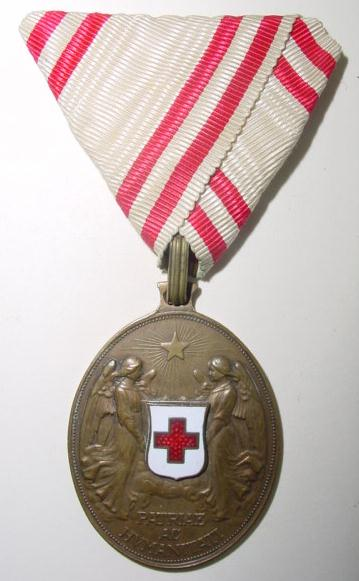
Medalia de bronz de onoare